# Пиччини, Акилле
Акилле Пиччини (итал. Achille Piccini, 24 октября 1911, Каррара, Италия — 14 февраля 1995, Каррара, Италия) — итальянский футболист и тренер, выступавший на позиции защитника. В качестве игрока прежде всего известен по выступлениям за клуб «Фиорентина», а также национальную сборную Италии.

## Клубная карьера
Во взрослом футболе дебютировал в 1930 году за команду клуба «Каррарезе», в которой провёл четыре сезона.
В течение 1933—1934 годов защищал цвета команды клуба «Прато».
Своей игрой за последнюю команду привлёк внимание представителей тренерского штаба клуба «Фиорентина», к составу которого присоединился в 1934 году. Сыграл за «фиалок» следующие четыре сезона своей игровой карьеры.
С 1938 по 1944 год играл в составе команд клубов «Наполи», «Луккезе-Либертас», «Бари» и «Каррарезе».
Завершил профессиональную игровую карьеру в клубе «Анкона», за команду которого выступал на протяжении 1945-1946 годов.

## Выступления за сборную
В 1936 году дебютировал в официальных матчах в составе национальной сборной Италии. В течение карьеры в национальной команде, которая длилась всего 1 год, провёл в форме главной команды страны 5 матчей.
В составе сборной был участником футбольного турнира на Олимпийских играх 1936 года в Берлине, и получил титул олимпийского чемпиона.

## Карьера тренера
Начал тренерскую карьеру вскоре после завершения карьеры игрока, в 1947 году, возглавив тренерский штаб клуба «Катания».
Последним местом тренерской работы был клуб «Трапани», команду которого Акилле Пиччини возглавлял в качестве главного тренера до 1950 года.
Умер 14 февраля 1995 года на 84-м году жизни в городе Каррара.

## Титулы и достижения
- Олимпийский чемпион: 1936